# Ygrotopoi Kalogrias-Lamias Kai Dasos Strofylias
Ygrotopoi Kalogrias-Lamias Kai Dasos Strofylias este o arie protejată (arie de protecție specială avifaunistică — SPA) din Grecia întinsă pe o suprafață de 6.528,46 ha, integral pe uscat.

## Localizare
Centrul sitului Ygrotopoi Kalogrias-Lamias Kai Dasos Strofylias este situat la coordonatele 38°08′05″N 21°22′46″E / 38.134818°N 21.379435°E.

## Înființare
Situl Ygrotopoi Kalogrias-Lamias Kai Dasos Strofylias a fost declarat arie de protecție specială avifaunistică în martie 2010 pentru a proteja 27 de specii de animale.

## Biodiversitate
Situată în ecoregiunea mediteraneană, aria protejată nu include niciun habitat protejat.
La baza desemnării sitului se află mai multe specii protejate de  păsări (27): rață mare (Anas platyrhynchos), buha (Bubo bubo), pasărea ogorului (Burhinus oedicnemus), ciocârlie-cu-degete-scurte (Calandrella brachydactyla), fugaci mic (Calidris minuta), bătăuș (Calidris pugnax), caprimulg (Caprimulgus europaeus), prundăraș de sărătură (Charadrius alexandrinus), șerpar (Circaetus gallicus), erete vânăt (Circus cyaneus), erete alb (Circus macrourus), acvilă țipătoare (Clanga clanga), egretă mică (Egretta garzetta), șoim călător (Falco peregrinus), vânturel de seară (Falco vespertinus), piciorong (Himantopus himantopus), Hippolais olivetorum, stârc pitic (Ixobrychus minutus), sfrânciocul cu frunte neagră (Lanius minor), sitar de mâl (Limosa limosa), stârc de noapte (Nycticorax nycticorax), vultur pescar (Pandion haliaetus), ploier auriu (Pluvialis apricaria), chiră de baltă (Sterna hirundo), chiră mică (Sternula albifrons), fluierar negru (Tringa erythropus), fluierar de lac (Tringa stagnatilis)
Pe lângă speciile protejate, pe teritoriul sitului au mai fost identificate 1 specie de păsări.